# Синиково
Синиково (на гръцки: Σάτρες, Сатрес, катаревуса Σάτραι, Сатре) е село в Западна Тракия, Гърция в дем Мустафчово (Мики).

## История
В началото на 20 век Синиково е помашко село в Егридеренската каза на Османската империя. Към 1942 година селото е център на община и в него живеят 1260 души-помаци.